# Nox Arcana
Nox Arcana é um grupo estadunidense de dark ambient e música instrumental gótica, formado em 2003 por Joseph Vargo e William Piotrowski.
O nome "Nox Arcana" vem do latim, que significa "Noite Misteriosa" ou "Mistérios da Noite". Com influências da literatura gótica, Nox Arcana especializa-se em álbuns temáticos em busca de construir atmosferas que evocam o terror gótico clássico. Tais referências literárias incluem: H. P. Lovecraft, os irmãos Grimm, Ray Bradbury, Mary Shelley, Bram Stoker e Edgar Allan Poe. Alguns dos seus álbuns também fazem referência aos temas medievais, românticos, folclóricos, mitologia antiga com ambientes de terror gótico.

## Características musicais
Nox Arcana é influenciada pela new age, música clássica, ambiente e trilhas sonoras de filmes, citando outros compositores como John Carpenter, Hans Zimmer, Wojciech Kilar, Enya, Loreena McKennitt, Beethoven, Jerry Goldsmith e Danny Elfman.
A música de Nox Arcana é melódica, sombria e melancólica, com foco em uma linha melódica dominante. A instrumentação varia de acordo com cada álbum adequados a cada tema ou tempo do conceito do álbum, e normalmente inclui piano, sinos, violino, órgão, cravo, tambores, tímpanos e percussão. Alguns álbuns incluem também címbalos, alaúdes, guitarras acústicas, gaitas e glockenspiel, dependendo do tema de um dado álbum. Fazer valer o tema e a narrativa é o uso de efeitos sonoros, tais como, por exemplo, um ranger da porta ou um pêndulo balançando. Vocais, coros e narrativas também são usados com parcimônia para ajudar a relacionar uma história ou servir como introdução a uma peça musical.

## História
Joseph Vargo é uma artista renomada gótico de fantasia que criou uma extensa carteira de trabalho que vão desde capas de discos e livros para pôsteres, CDs de música e outros produtos que são distribuídos através de sua editora Monolith Graphics. Antes de formar Nox Arcana em 2003, Joseph Vargo produziu dois álbuns de Midnight Syndicate, mas deixou a banda em 2000 para co-escrever Tales From The Dark Tower, um livro que segue as aventuras de um vampiro durante a Primeira Cruzada. Mais tarde, publicou a revista Dark Realms e lançado um baralho de cartas best-seller, O Tarot Gótico. William Piotrowski já tinha escrito a partitura para uma produção de vídeo, intitulado "Ghosts of Ohio", um vídeo documentário sobre Mary Ann Winkowski, uma médium que inspirou a série de televisão Ghost Whisperer, na CBS.

## Discografia
| Data de Lançamento | Título                    |
| 2003-12-15         | Darklore Manor            |
| 2004-10-10         | Necronomicon              |
| 2005-07-10         | Winter's Knight           |
| 2005-10-21         | Transylvania              |
| 2006-06-06         | Carnival of Lost Souls    |
| 2006-10-13         | Blood of Angels           |
| 2006-11-27         | Blood of the Dragon       |
| 2007-08-20         | Shadow of the Raven       |
| 2008-04-30         | Grimm Tales               |
| 2008-10-13         | Phantoms of the High Seas |
| 2009-06-21         | Blackthorn Asylum         |
| 2009-09-15         | Zombie Influx             |
| 2009-11-27         | Winter's Eve              |
| 2010-07-15         | Theater of Illusion       |
| 2010-10-01         | House of Nightmares       |
| 2011-9-30          | The Dark Tower            |
| 2012               | Winter's Majesty          |